# Myrmarachne nitidissima
Myrmarachne nitidissima är en spindelart som först beskrevs av Tord Tamerlan Teodor Thorell 1877.  Myrmarachne nitidissima ingår i släktet Myrmarachne och familjen hoppspindlar. Inga underarter finns listade i Catalogue of Life.